# Austen Smith
Austen Smith (Keller, 23 luglio 2001) è una tiratrice a volo statunitense, specializzata nello Skeet, disciplina in cui ha vinto la medaglia un argento ed un bronzo ai Giochi olimpici di Parigi 2024 rispettivamente nella gara a squadre miste insieme a Vincent Hancock e nell'individuale.
In carriera vanta anche quattro ori ed un bronzo ai Campionati mondiali tutti conquistati nelle gare a squadre.

## Palmarès
- Giochi olimpici

Parigi 2024: argento a squadre miste, bronzo nell'individuale.
- Campionati mondiali di tiro

Lonato del Garda 2019: oro a squadre miste, bronzo a squadre femminili.
Osijek 2022: oro a squadre femminili.
Baku 2023: oro a squadre miste e a squadre femminili.
- Giochi panamericani

Santiago del Cile 2023: bronzo a squadre miste.